# Jagdfarm

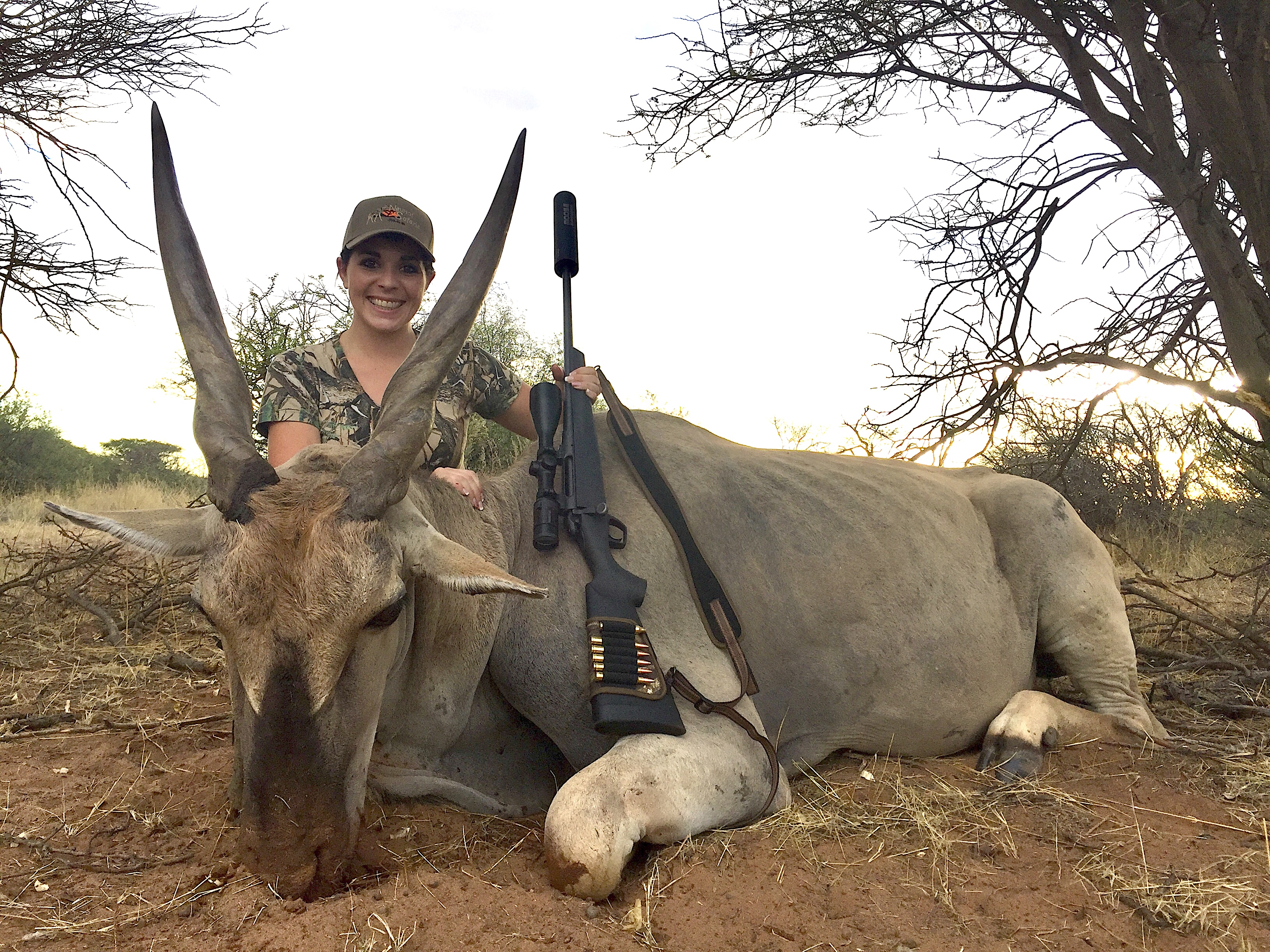
Auf einer Jagdfarm durch eine Jägerin erlegte Elenantilope

Eine Jagdfarm ist ein auf den Jagdtourismus spezialisierter Betrieb, der Jagdgelegenheiten sowie teilweise auch Unterkunft und Verpflegung anbietet.

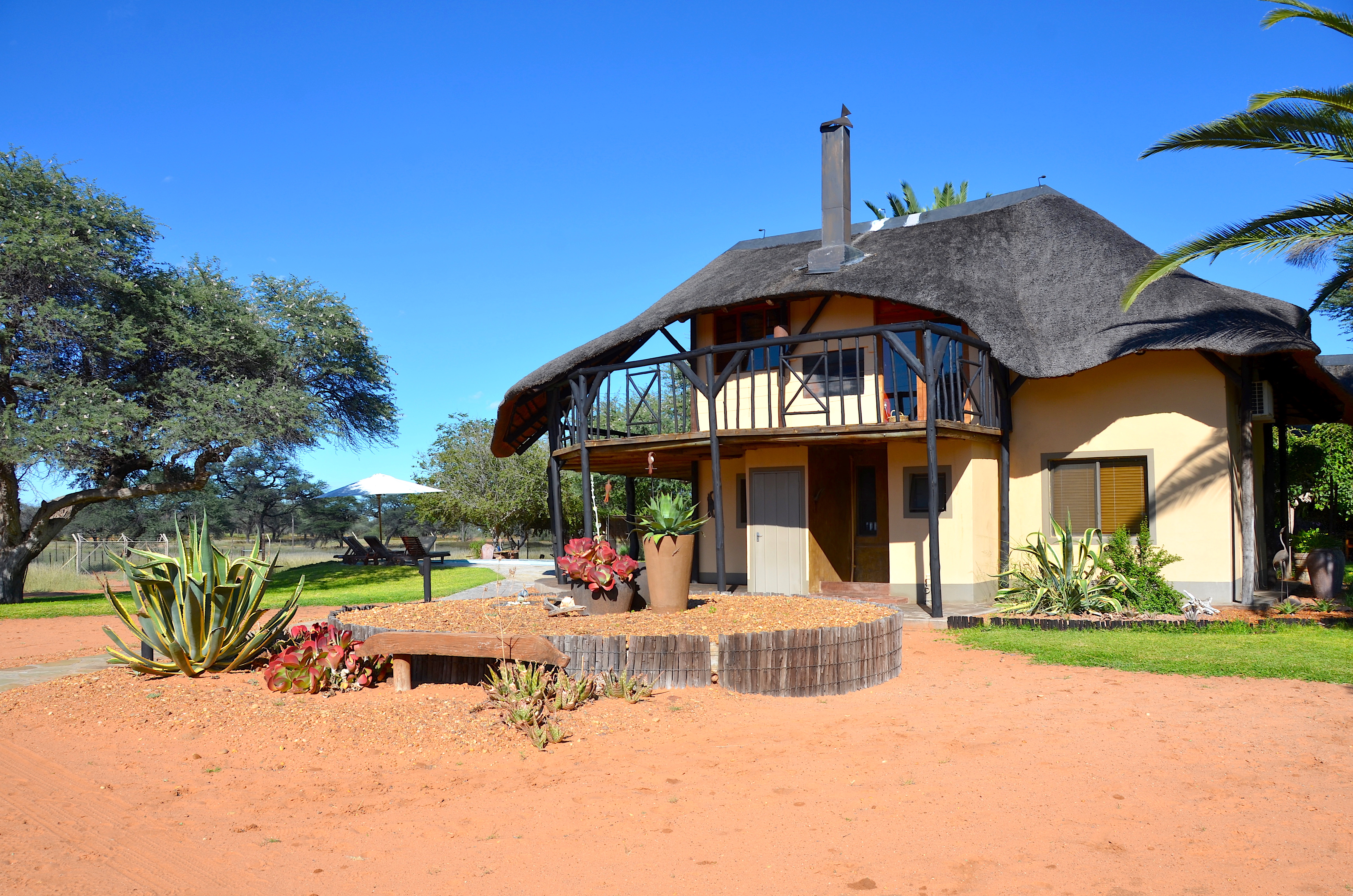
Unterkunft auf einer Jagdfarm in Namibia

Jagdfarmen finden sich vor allem in Nordamerika und dem südlichen Afrika. Jagdfarmen ermöglichen Jägern, zumeist Trophäenjägern, das Jagen auf einem viele Quadratkilometer großen privaten Grundstück oder dienen als Basis für Jagdausflüge. Teilweise werden Jagdfarmen mit Gästefarmen bzw. einer Lodge parallel auf dem gleichen Farmland betrieben.
Sowohl bei Jagdfarmen als auch bei Safaris begleiten typischerweise ausgebildete Jagdführer, auch Professional hunters genannt, oder der Farmer selbst die Jagd. Die Trophäenjagd stellt in der Regel das Haupteinkommen der Jagdfarmen dar. Jagdfarmen können aber auch gleichzeitig Rinder- oder Schaffarmen sein. Neben der eigentlichen Jagd werden – wie auf anderen Gästefarmen – weitere Freizeitangebote in meist geringerem Umfang angeboten. Dazu können unter anderem Pferdeausritte, Sundownerfahrten oder das Ansitzen an einem Wasserloch zählen. Den Jägern, die ohne eigene Waffe anreisen, stehen auf den meisten Jagdfarmen Leihwaffen zur Verfügung. Auf vielen Jagdfarmen wird auch die Bogenjagd durchgeführt.

## Jagdfarmen in Namibia
Die Geschichte der Gäste- und Jagdfarmen in Namibia geht auf den Anfang der 1960er Jahre zurück. Aufgrund einer Viehseuche konnten die Farmer ihr Vieh nicht mehr verkaufen und sahen sich nach neuen Einnahmequellen um. Ein Ansatzpunkt war Urlaub auf dem Bauernhof, also die Beherbergung von Touristen. Da Fernreisen damals noch selten waren, gehörten Großwildjäger zu der damals sehr kleinen Zielgruppe. 1973/74 wurde von der Regierung eine Registrierungspflicht für Beherbergungsbetriebe erlassen.
Für die Trophäenjagd wurde eine gesonderte Verordnung vom 18. April 1974 erlassen. Danach sind Jagdfarmen zu einer zusätzlichen Registrierung, neben der beim Namibia Tourism Board, beim Ministerium für Umwelt und Tourismus verpflichtet. Jagdfarmen dürfen seither nur maximal zwei Jäger mit Familien oder vier einzelne Jäger gleichzeitig beherbergen. Nichtjagende Gäste dürfen nur als Begleitung aufgenommen werden. 1988 waren über 200 Jagdfarmen registriert. Es bestand aber eine Dunkelziffer an nicht registrierten Farmen. Ende August 1995 wurden über 500 Jagdfarmen gezählt. Geographisch finden sich die Jagdfarmen vor allem in den Regionen Otjozondjupa, Khomas, Erongo und Omaheke.